# (65909) 1998 FH12
(65909) 1998 FH12 est un astéroïde Apollon et aréocroiseur, classé comme potentiellement dangereux. Il fut découvert par LINEAR à Socorro le 25 mars 1998.